# Bulletin du Jardin Botanique de Buitenzorg
Bulletin du Jardin Botanique de Buitenzorg (abreviado Bull. Jard. Bot. Buitenzorg) fue una revista ilustrada con descripciones botánicas que fue editada por el Jardín Botánico de Buitenzorg. Fue publicada en Bogor (Indonesia)  desde el año 1911 hasta 1950. Fue precedida por  Bull. Dép. Agric. Indes Néerl. y reemplazada por Reinwardtia.

## Publicaciones
- Serie 2, nos. 1-28, 1911-1918;
- Serie 3, vols. 1-18, 1918-1950